# Hans Sperre

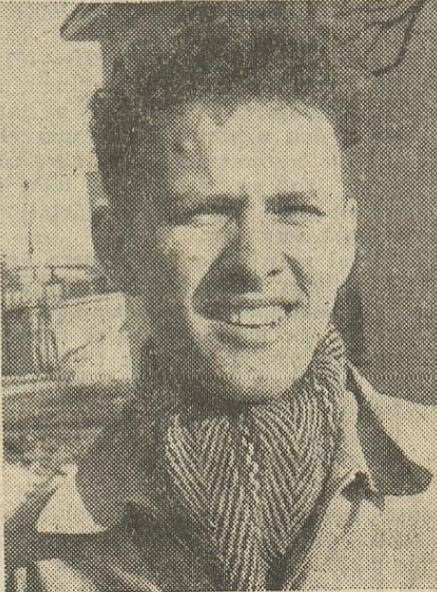
Hans Sperre

Hans Sperre (* 6. Februar 1937 in Sandefjord; † 7. August 2002 ebenda) war ein Badminton- und Fußballspieler aus Norwegen.

## Sportliche Karriere
Sperre war der dominierende norwegische Badmintonspieler in den 1950er und 1960er Jahren. Aber auch in den 1970er gewann er noch mehrere norwegische Meisterschaften, seinen letzten Titel im Alter von 45 Jahren 1982. Sein erster Einzeltitelgewinn von 1954 lag da schon 28 Jahre zurück. Neun weitere Einzeltitelgewinne ließ er bis 1971 folgen. Seinen ersten Doppeltitel gewann er 1957 mit Svein Goli, worauf bis 1973 sechs weitere folgten. Im Mixed war er 14 Mal erfolgreich. Hans Sperre bestritt 47 Länderkämpfe für Norwegen.
In den Anfangsjahren seiner Karriere spielte Hans Sperre auch aktiv Fußball beim Sandefjord Ballklubb.
Sperre starb im Jahr 2002. Sohn Hans Sperre jr. setzt die Tradition der Familie im Badminton fort.